# 秃果蒲儿根
秃果蒲儿根（学名：Sinosenecio phalacrocarpus）为菊科蒲儿根属下的一个种。

## 扩展阅读
- 維基物種上的相關：秃果蒲儿根